# Незаймана — дружина
«Незаймана — дружина» (італ. «La moglie vergine») — італійська еротична комедія режисера Маріно Джироламі, випущена 20 грудня 1975 року.

## Сюжет
Медовий місяць у Валентіни і Джованні не вдався з вини молодят. Всі спроби Джованні стати повноцінним чоловіком не увінчалися успіхом. Тоді за порадою дядька і тещі він вирішує вдатися до допомоги різних «зміцнювальних засобів». Ніщо не допомагає, наречена і родичі в розпачі. Справа йде до розірвання шлюбу — і тут відбуваються дивні події.

## У ролях
- Ренцо Монтаньяні — Федеріко
- Едвіж Фенек — Валентіна
- Рей Ловлок — Джованніно Аррігіні
- Антоніно Гвіді — Калдура
- Габріелла Джорджеллі — Матільда
- Мікеле Джамміно — Джанфранко Аррігіні
- Флоренс Барнс — Бріджитта
- Керолл Бейкер — Лучія
- Джанфранко Де Анджеліс — Моріс
- Розаура Маркі — Габріелла
- Діно Маттіеллі — карабінер
- Гастоне Пескуччі — доктор
- Марія Розаріа Ріуцці — Камілла

## Знімальна група
- Режисер — Маріно Джироламі
- Сценарій — Маріно Джироламі, Карло Вео
- Продюсер — Едмондо Аматі
- Оператор — Фаусто Дзукколі
- Композитор — Армандо Тровайолі
- Художник — Ренцо Гронкі, Сільвана Скандаріато
- Монтаж — Вінченцо Томассі